# Dithiolan
Dithiolan je souhrnné označení pro dvojici izomerních sirných pětičlenných heterocyklů, odvozených od cyklopentanu náhradou dvou uhlíkových atomů atomy síry - 1,2-dithiolan a 1,3-dithiolan.
1,2-dithiolan je cyklický disulfid. Některé dithiolany se vyskytují v přírodě a lze je nalézt v potravinách, například chřestu.
4-dimethylamino derivát nereistoxin se stal inspirací při vývoji insekticidů blokujících nikotinové acetylcholinové receptory.
Kyselina lipoová je důležitá v aerobním metabolismu savců a rovněž se silně váže na řadu kovů, například například zlato, molybden a wolfram.
Jiné 1,2-dithiolany mají využití při výrobě nanomateriálů, například nanočástic zlata nebo TMD (MoS2 a WS2).

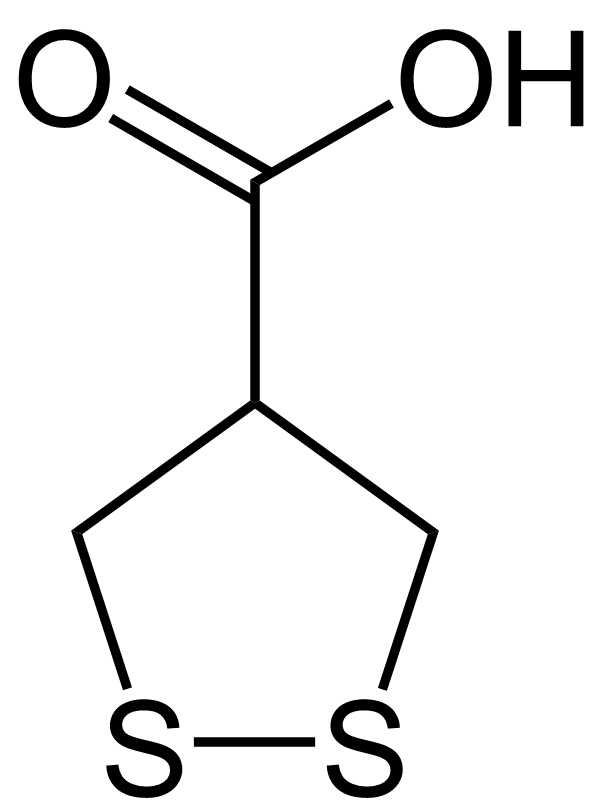
Kyselina asparagusová
nereistoxin, látka, ze které jsou odvozeny insekticidy, jako například kartap a bensultap
kyselina lipoová

1,3-dithiolany se uplatňují jako chránicí skupiny pro karbonylové sloučeniny, protože jsou odolné vůči širokému rozpětí podmínek. Lze je připravit reakcemi karbonylových skupin s ethan-1,2-dithiolem: